# Clean Energy Partnership

Logo der Initiative Clean Energy Partnership

Die Clean Energy Partnership wurde 2002 als Initiative des deutschen Bundesverkehrsministeriums und seinerzeit zehn Industriepartnern gegründet. Hervorgegangen ist die Partnerschaft aus der Verkehrswirtschaftlichen Energiestrategie. Von 2008 bis 2016 wurde die CEP durch das Nationale Innovationsprogramm Wasserstoff- und Brennstoffzellentechnologie (NIP) gefördert und durch die Nationale Organisation Wasserstoff- und Brennstoffzellentechnologie koordiniert. 
Die Partner der Clean Energy Partnership (CEP) arbeiten im Sinne einer nachhaltigen Energiewende branchenübergreifend an der Marktaktivierung der Mobilität mit Wasserstoff und Brennstoffzelle. 

## Projektverlauf
Das Projekt war von 2002 bis einschließlich 2016 innerhalb des Nationalen Innovationsprogramms Wasserstoff- und Brennstoffzellentechnologie in drei Phasen eingeteilt. Anfang 2017 begann die 4. Phase, nun ungefördert, als Zusammenschluss aus derzeit dreizehn Unternehmen aus der Technologie-, Mineralöl-, Energie- und Gasebranche sowie großen Automobilherstellern. 

### 1. Phase
Im November 2004 wurde die Clean Energy Partnership als Demonstrationsprojekt in Berlin gestartet. In dieser Phase wurden zwei öffentliche Wasserstofftankstellen sowie eine Flotte von 17 Wasserstoff-Pkw betrieben. Wasserstoff wird dezentral per Elektrolyse oder LPG-reforming (LPG = Liquefied petroleum gas) oder zentral durch Dampfreformierung und Verflüssigung sowie seine Distribution per Tanklastzug erzeugt. Dabei werden auch Erkenntnisse zu seiner Lagerung und Bereitstellung an Tankstellen, dem Einsatz von Wasserstoff in stationären Brennstoffzellen und seine mobile Anwendung als Kraftstoff in Wasserstofffahrzeugen mit Brennstoffzellen und Verbrennungsmotor erprobt. Am 30. Juni 2008 endete die erste Phase des Projekts.

### 2. Phase
Vom 30. Juni 2008 bis 31. Dezember 2010 ging es um die Aufstockung der Pkw-Flotte, den Ausbau der Berliner und der Hamburger Busflotten und die Errichtung neuer Tankstellen in Berlin und in der Hamburger HafenCity. 
Die CEP wird durch das Nationale Innovationsprogramm Wasserstoff- und Brennstoffzellentechnologie gefördert.

### 3. Phase
Vom Januar 2011 bis einschließlich 2016 stand im Zeichen von Qualität, Quantität und Verbreitung. Es sollte nicht nur die im Projekt betriebene Fahrzeugflotte erheblich vergrößert werden, sondern auch das H2-Tankstellennetz ausgebaut werden. Zudem sollte die Partnerschaft um weitere Regionen und Partner anwachsen. 

### 4. Phase
In der 4. Phase, seit 2017, widmen sich die in der CEP organisierten Unternehmen (zur Zeit 16) verstärkt den noch offenen Forschungsthemen an der Schnittstelle Fahrzeug/Tankstelle, den Aufgaben für die zur Erreichung der Klimaschutzziele notwendige Dekarbonisierung der Wasserstoffproduktion sowie der Ausweitung der Wasserstoffmobilität auf weitere Verkehrsträger (Straße, Schiene, Wasser, Luft). 